# Kazališni šaptač
Kazališni šaptač (sufler) je osoba koja glumcima šapće, "dobacuje" tekst njihovih uloga na pokusima i na predstavama. Prvotni naziv za tu funkciju, sufler, koristio se tijekom 19. stoljeća. Kazališni šaptač kao ispomoć koristi tkz. šaptačevu knjigu u kojoj se nalazi kompletan tekst predstave kao i njegove zabilješke i oznaka za stanke u glumčevoj interpretaciji.
Neke pozornice su na svom prosceniju zadržale tkz. šaptačevu školjku unutar kojeg bi šaptač bio skriven od oka publike te bi mogao šaptati glumcima, no u suvremenom kazalištu običaj je da se šaptač smjesti sa strane pozornice, iza kulisa.

## Vanjske poveznice
- Divna Borčić: Ispovijest šaptačice u HNK, Jutarnji list, 2. svibnja 2016.